# 나다치역
나다치역(일본어: 名立駅, なだちえき)은 일본 니가타현 조에쓰시에 있는 에치고토키메키 철도의 철도역이다.

## 역 구조
상대식 2면 2선 구조의 고가역이다. 이 밖에, 상행선 승강장과 하행선 승강장 사이에 통과선 2개가 더 있다. 아리마가와 방면으로는 나다치 터널, 쓰쓰이시 방면으로는 구비키 터널이 있다.

### 승강장
| 역사쪽 | ■ 니혼카이 히스이 라인 | 하행 | 나오에쓰 · 니가타 방면   |
| 반대쪽 | ■ 니혼카이 히스이 라인 | 상황 | 이토이가와 · 도마리 방면 |

## 역사
- 1911년 7월 1일 - 신에쓰 선의 지선으로서, 나오에쓰 역 ~ 나다치 역 구간이 개업.
- 1913년 4월 1일 - 노선 명칭 개정에 따라 신에쓰 선의 나오에쓰 역 ~ 이토이가와 역 지선 구간이 호쿠리쿠 본선의 소속이 되었다.
- 1987년 4월 1일 - 민영화에 따라 서일본 여객철도의 소속이 되었다.
- 2015년 3월 14일 - 호쿠리쿠 신칸센의 연장 개통에 따라 에치고토키메키 철도로 소속이 이관되었다.

## 인접역
| 에치고토키메키 철도 ■ 니혼카이 히스이 라인 | 에치고토키메키 철도 ■ 니혼카이 히스이 라인 | 에치고토키메키 철도 ■ 니혼카이 히스이 라인 |
| ------------------------------------------ | ------------------------------------------ | ------------------------------------------ |
| 노 이토이가와 방면                         | ■ 쾌속                                     | 나오에쓰 니가타 방면                       |
| 쓰쓰이시 도마리 방면                       | ■ 보통                                     | 아리마가와 나오에쓰 방면                   |